# Собеский, Себастьян (ум. 1614)
Себа́стьян Собе́ский (ок. 1552 — 9 октября 1614) — военный и государственный деятель Речи Посполитой, дворянин королевский (1594), хорунжий великий коронный (1596), староста росицкий и богуславский.

## Биография
Представитель польского шляхетского рода Собеских герба «Янина». Младший (третий) сын ротмистра Яна Собеского (ок. 1518—1564) и Катарины Гжешиньской. Старший брат — каштелян и воевода люблинский Марк Собеский.
В 1576 году Себастьян Собеский прибыл ко дворе польского короля Стефана Батория. После его смерти встал на сторону шведского кронпринца Сигизмунда Вазы. Вероятно, дал слово защищать защищать Краков от сторонников Максимилиана Габсбурга и сражался в битве при Бычине в 1588 году.
В 1593—1594 и 1598 годах участвовал в путешествиях Сигизмунда III Вазы в Швецию. С 1596 года он занимал должность хорунжего надворного коронного. Был депутатом (послом) от Люблинского воеводства на сеймы в 1603, 1606, 1609 и 1613 годов.
Во время рокоша Николая Зебжидовского Себастьян Собеский сохранил верность польскому королю Сигизмунду III Вазе, был инициатором примирительного съезда в Люблине в июне 1607 года. В июле того же 1607 года принимал участие в разгроме рокошан королевской армией в битве при Гузове. В 1609—1611 годах участвовал в походе польского короля Сигизмунда III Вазы на Смоленск и осаде города.
Перешел из кальвинизма в католичество.

## Семья и дети
Был женат на Анне Зебжидовской (ум. 1640), дочери Николая Зебжидовской и Урсулы Завадской, от брака с которой у него было трое детей:
- Томаш, умер молодым и бездетным
- Стефан (ум. 1660), иезуит
- София Констанция, жена старосты мираховского Зыгмунда Фердинанда Щепаньского.